# Abzu (musikalbum)
Abzu är det sjätte studioalbumet med det amerikanska black metal-bandet Absu, utgivet 2011 av skivbolaget Candlelight Records.

## Låtlista
1. "Earth Ripper" – 3:47
2. "Circles of the Oath" – 5:12
3. "Abraxas Connexus" – 3:53
4. "Skrying in the Spirit Vision" – 3:52
5. "Ontologically, It Became Time & Space" – 4:47
6. "A Song for Ea" – 14:27

6a) "E-A"

6b) "A Myriad of Portals"

6c) "3rd Tablet"

6d) "Warren of Imhullu"

6e) "The Waters – The Denizens"

6f) ""E-A" (Reprise)
- Text: Proscriptor
- Musik: Vis Crom (spår 1, 3, 5), Ezezu (spår 2, 4, 5), Absu (spår 6)

## Medverkande
Musiker (Absu-medlemmar)
- Proscriptor McGovern (Russ R. Givens) – trummor, sång
- Ezezu (Paul Williamson) – basgitarr, sång
- Vis Crom (Matthew Moore) – gitarr

Bidragande musiker
- Blasphemer (Rune Eriksen) – sologitarr

Produktion
- Absu – producent
- J.T. Longoria – ljudtekniker, ljudmix
- Adrian Wear – omslagskonst
- Zbigniew M. Bielak – omslagskonst